# Josef August Hecht
Josef August Hecht (20. dubna 1792 Cheb – 13. prosince 1861 Kaceřov), byl český lázeňský podnikatel a politik německé národnosti, iniciátor rozvoje lázeňství ve Františkových Lázních, v roce 1861 krátce poslanec Českého zemského sněmu.

## Biografie
Pocházel z rodiny chebského velkoobchodníka, který sídlil přímo na chebském náměstí. V roce 1815 mu otec předal dům i obchod. Josef August Hecht dům roku 1829 prodal a za utržené peníze nechal postavit za obcí Háje ve směru na Slapany obytný dům se statkem, nazývaným podle místního šafáře neoficiálně Griesselburg, později oficiálně Hechtau (Hechtova Myť).
V lednu 1822 získal do nájmu stáčírnu minerálních vod ve Františkových Lázních, která v té době již po 20 let vykazovala stagnaci. Město Cheb se neúspěšně pokoušelo ve vlastní režii prosperitu lázní oživit. Hecht se o nájem lázní přihlásil ve chvíli, kdy ani rozsáhlá inzerce v evropském tisku nepřilákala jiného uchazeče. Hecht pak po třicet let stáčírnu provozoval a dokázal ji opět hospodářsky povznést. Osobně navštěvoval četné evropské obchodníky, prováděl inzerci, v níž doporučoval balenou chebskou minerální vodu. Vyřešil i problém s usazováním vysráženého železa v lahvích, které odrazovalo zákazníky. Investoval do nových plnicích a zátkovacích strojů a estetickou závadu s usazeným železem napravil pomocí plynovacího pístu, který zamezoval přístupu vzduchu do naplněné láhve. Nechal si tento postup patentovat. Díky tomu se podařilo zvýšit export františkolázeňské minerální vody. Výroba se za jeho působení ve stáčírně zvýšila z 6000 na více než 600 000 lahví. Zároveň se podílel na zvelebování samotných Františkových Lázní. Roku 1827 byl zakládajícím členem místního okrašlovacího spolku. Roku 1831 byl jmenován lázeňským inspektorem. Od roku 1835 dozoroval stavbu školy a sám založil nadaci na její zbudování. V roce 1840 financoval slavnostní otevření školy. Roku 1842 přispěl na postavení pomníku zakladatelů lázní. Inicioval i sbírku na dostavbu věží kostela svatého Mikuláše v Chebu.
Věnoval se i jiným druhům podnikání. Roku 1846 koupil panství Kaceřov a proměnil ho na jeden z nejvíce prosperujících zemědělských podniků na Chebsku. V důsledku toho roku 1851 opustil Františkovy Lázně, přičemž obci věnoval tehdy 100 zlatých, což výrazně pomohlo obecní pokladně. Františkovy Lázně se tehdy staly samostatnou obcí a zpočátku nedisponovaly vlastním kapitálem. Zabýval se následně zemědělským podnikáním a pivovarnictvím na svém statku. V roce 1852 se stal viceprezidentem Obchodní a živnostenské komory v Chebu. Byl také prezidentem zemědělského pobočného spolku v Chebu.
Po obnovení ústavního života počátkem 60. let 19. století vstoupil do zemské politiky. V zemských volbách v Čechách v roce 1861 byl zvolen v kurii venkovských obcí (obvod Falknov – Kynžvart) do Českého zemského sněmu. Po zvolení do sněmu se aktivně zapojil do řešení otázky napojení Chebska na železniční síť. Kvůli tomu hodně cestoval. To patrně bylo příčinou jeho úmrtí, protože z jednání ve Vídni a Mnichově, kde dojednal trasování železnice z bavorských na saské hranice, se vrátil nachlazen a v prosinci 1861 v Chebu zemřel.